# Воскан Ереванский
Воскан Ереванский или Воскан Ереванци (арм. Ոսկան Երեւանցի; 1614, Нор-Джуга — 1674, Марсель) — армянский вардапет и книгопечатник.

## Биография

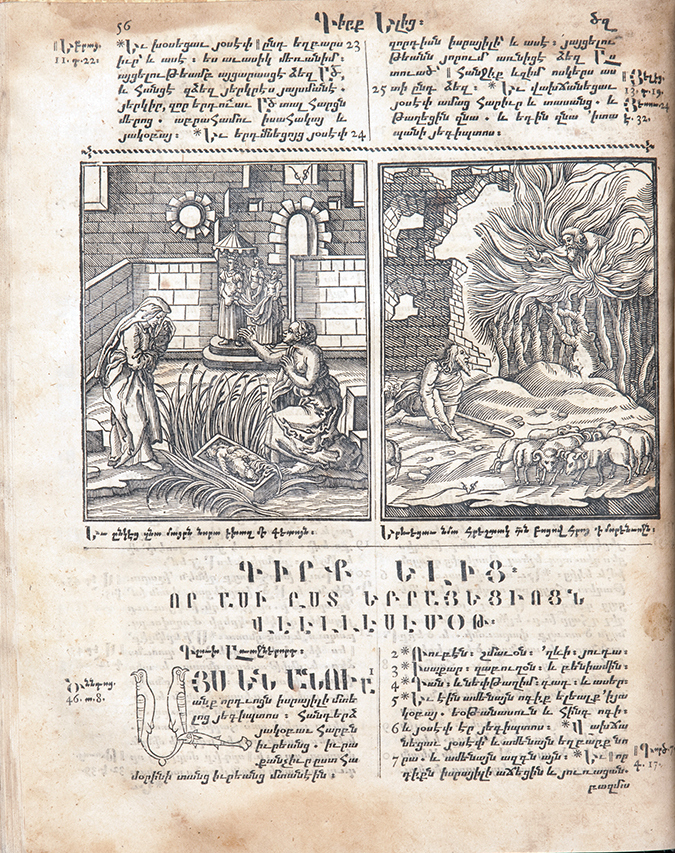
Книга Исхода, изданная под редакцией Воскана Ереванского

Родился в Новой Джульфе в 1614 году. Начальное образование получил в местной церковном приходе. В 1634 приехал в Эчмиадзин. В 1640—1666 годах занимался книгоизданием на армянском языке, став одним из первых армянских печатников. Будучи архимандритом Эчмиадзинского монастыря, переехал в Нидерланды и в 1662 году, после смерти Маттеоса Цареци, возглавил там дело армянского книгопечатания. В 1664 году, получив титул епископа, поселился в Амстердаме, и в 1666—1668 годах издал Библию на армянском языке, ставшую одним из лучших образцов армянских старопечатных книг и одним из наиболее ценных ранних изданий Библии в мире. В связи с финансовыми трудностями в 1669 году Воскан перенёс армянскую типографию из Амстердама в Ливорно, а в 1673 — в Марсель, где и умер в 1674 году.
Воскан Ереванци также внёс вклад в исследование грамматики армянского языка; в Матенадаране сохранилась подлинная рукопись его философского труда «О единичности и единстве: одинаковы они или различны».
Жизни и деятельности Воскана посвящён исторический роман О. Гукасяна «Воскан Ереванци», именем Воскана Ереванци назван Дом печати в Ереване.